# Мечники
«Мечники» (словен. Ječarji) — словенський фільм фантастики жахів 1990 року від режисера Мар'яна Циглича та сценариста Желько Козинца.

## Сюжет
Події фільму розгортається у невизначеному майбутньому, коли у місті починають зникнуть юнаки. За цим стоїть таємнича Ложа старійшин, які потай зберігають владу та воскресають як вампіри.

## У ролях
- Светозар Цеткович
- Таня Рибич — Афродіта
- Малойка Шуклє — портьє
- Ксенія Маринкович — Кристина
- Майя Вайсс — Кобра
- Анка Коцмур — Діана
- Маржета Грегорач — Мілена
- Франце Северкар — голова клану
- Лідія Єнко — Гелена
- Марко Дерганц — Гінко
- Польде Бибич — Франц
- Сречо Шпик — Доза
- Йоже Вунжек — маніпулятор
- Іво Годнич — лікар
- Янеж Врховец — представник клану
- Марі Петкович — дівчина
- Йоже Бабич — член клану
- Юдіта Зидар — медсестра
- Весна Євнікар — масажистка
- Біне Матог — Вінко
- Бранко Міклавц — член клану
- Весна Любей — Леда
- Макс Фуріян — член клану
- Зоран Море — лаборант
- Гоймир Лешняк — Гвідо
- Янез Гочевар-Рифле — Авгуштин
- Томе Гомар — представник клану
- Іво Бан — Агац
- Урош Татомир — шериф
- Франц Марковчичи — маніпулятор
- Йонас Жнідаршич — інспектор
- Данило Бенедичич — Оскар